# Люцерна округла
Люцерна округла, люцерна куляста (Medicago orbicularis) — вид квіткових рослин з роду люцерна (Medicago) родини бобові (Fabaceae).

## Опис
Однорічна трав'яниста рослина, дуже розгалужена від основи. Стебла 30–60 см, зелені або фіолетові. Листки чергові. Листові фрагменти 7–18 мм, від обернено-яйцеподібних до клиноподібних, голі, або майже так. Суцвіття 1–5-квіткові. Пелюстки 5 мм, жовті. Плоди дискоїдні, з 3–7 котушок, 4–5 мм широкі, голі. Насіння ниркоподібне, гладке, приблизно 2.5 × 2.5 мм.

## Поширення
Країни поширення: Африка: Алжир; Єгипет; Лівія; Марокко; Туніс; Ефіопія. Азія: Афганістан; Кіпр; Іран; Ірак; Ізраїль; Йорданія; Ліван; Сирія; Туреччина; Казахстан [пд.сх.]; Киргизстан; Таджикистан; Туркменістан; Узбекистан; Індія — Джамму і Кашмір, Пенджаб, Пакистан [зх]. Кавказ: Вірменія; Азербайджан; Грузія; Росія — Передкавказзя, Дагестан. Європа: Україна — Крим; Албанія; Болгарія; Колишня Югославія; Греція [вкл. Крит]; Італія [вкл. Сардинія, Сицилія]; Румунія; Франція [вкл. Корсика]; Португалія [вкл. Мадейра]; Гібралтар; Іспанія [вкл. Балеарські острови, Канарські]. Натуралізація: Оман; Саудівська Аравія; Австралія; Угорщина; Сполучені Штати [пд.]. Населяє луки, поля, чагарники, береги річок; 0-1500 м.

## Галерея

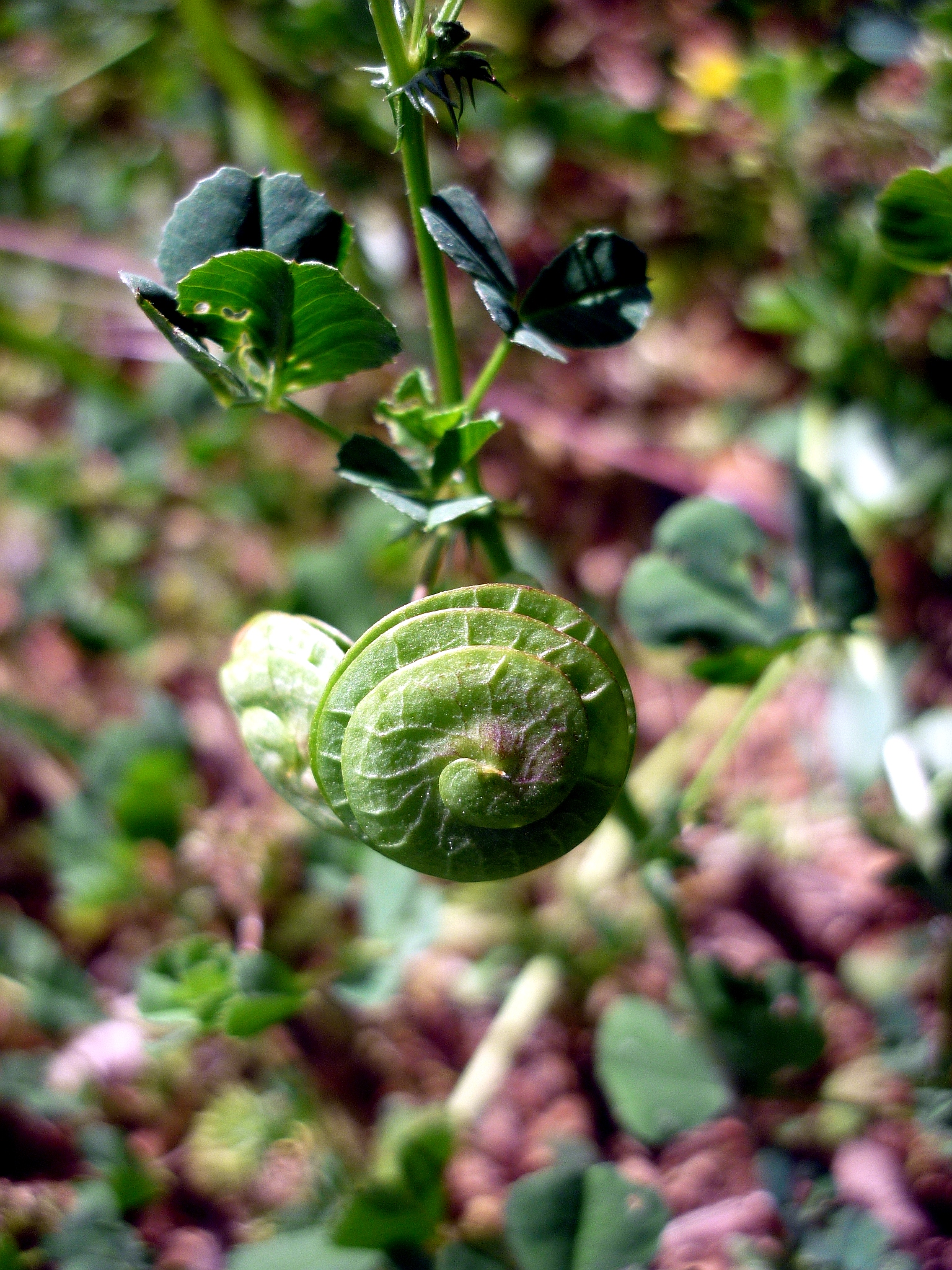
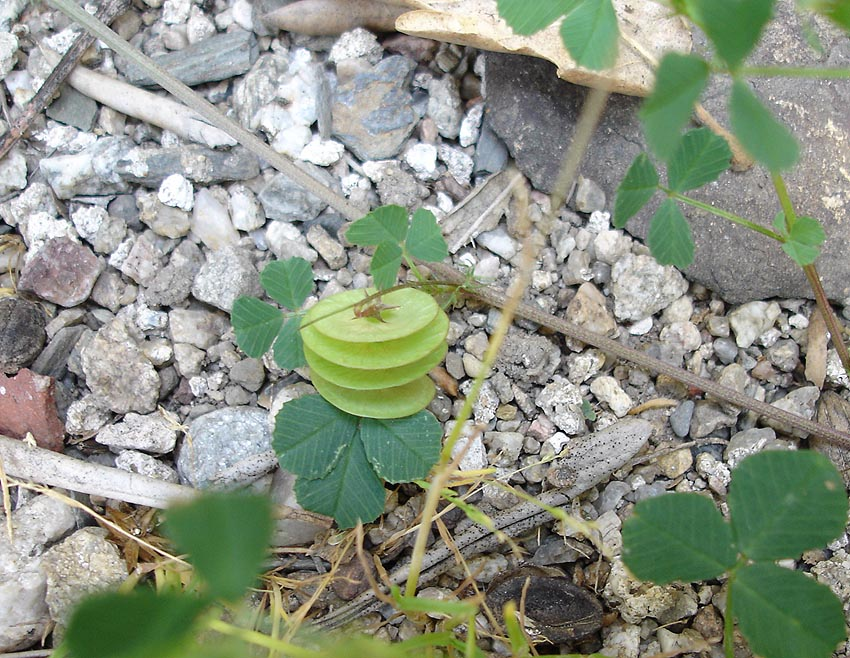
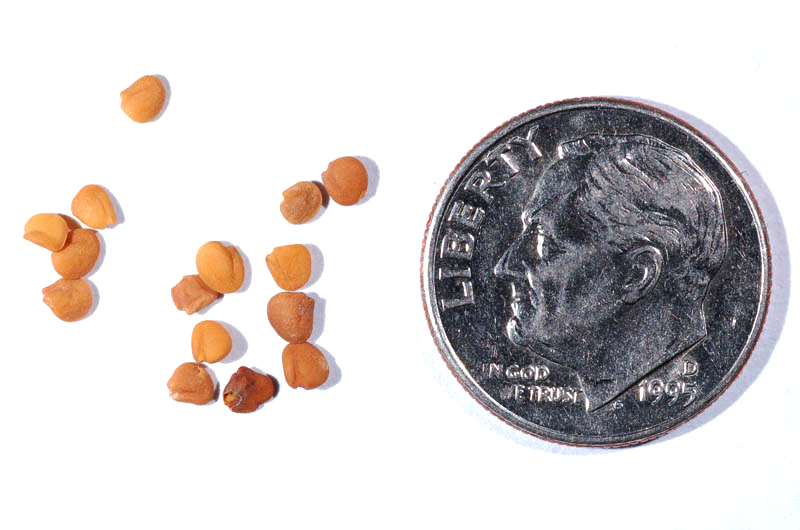